# Мальчишку звали Капитаном
«Мальчи́шку зва́ли капита́ном» — советский художественный фильм о Великой Отечественной войне, поставленный в 1973 году режиссёром Марком Толмачёвым по документальной повести Григория Карева «Твой сын, Одесса». Фильм рассказывает о связном партизанского отряда Яше Гордиенко, погибшем во время войны. В основе сюжета — реальные события (деятельность отряда Молодцова-Бадаева в оккупированной немецко-румынскими захватчиками Одессе).

## Сюжет
Этот фильм рассказывает о юном герое Великой Отечественной войны, разведчике Яше Гордиенко. Он был связным в партизанском отряде Молодцова-Бадаева в оккупированной немецко-румынскими войсками Одессе. Его схватили по доносу предателя, он был посажен в тюрьму и расстрелян оккупантами.

## В ролях
- Боря Зайцев — Яша Гордиенко
- Анатолий Грачёв — Владимир Александрович Молодцов, он же Павел Бадаев
- Саша Данилочкин — Саша Чиков
- Виктор Ирич — Алексей Гордиенко, родной брат Яши
- Леонид Рымарь (в титрах Алексей Рымарь) — Саша Хорошенко
- Валерий Фетисов — Тормазан
- Галина Сулима — Лена
- Вячеслав Жариков — радист
- Альфред Зиновьев — начальник полиции
- Герберт Дмитриев — Курерару, майор
- Арнис Лицитис — Ганс Шиндлер, оберштурмбаннфюрер СС
- Виталий Леонов — Петр Иванович Бойко, он же Антон Брониславович Федорович, предатель
- Дмитрий Капка — Железняк, он же Андрей Иванович Воронин
- Фёдор Одиноков — Иван Афанасьевич Кужель
- Николай Олейник — Константин Николаевич Зелинский, парторг
- Владимир Тюрин — Садовой
- Людмила Цветкова — Тамара Ульяновна Межигурская
- Юрий Соколов — начальник вокзала
- Александр Казимиров — подпольщик, эпизод
- Виктор Мизин — эпизод
- Александр Старостин — эпизод
- А. Теремец — эпизод
- А. Чинов — подпольщик, эпизод
- Игорь Шелюгин — эпизод
- Станислава Шиманская — мать Яши Гордиенко

## Съёмочная группа
- Автор сценария: Иван Воробьёв
- Режиссёр: Марк Толмачёв
- Оператор: Николай Луканев
- Художник: Владимир Ефимов
- Композитор: Валерий Арзуманов
- Автор и исполнитель песни: Михаил Ножкин
- Звукорежиссёр: Абрам Блогерман
- Монтажёр: Татьяна Рымарева
- Грим: В.Талала
- Костюмы: Н.Акимова
- Государственный симфонический оркестр Госкино СССР; дирижёр Д.Штильман

## Технические данные
- Производство: Одесская киностудия
- Художественный фильм, односерийный, телевизионный, чёрно-белый